# 世界アマチュアゴルフランキング
世界アマチュアゴルフランキング（World Amateur Golf Ranking）は2007年にスタートしたアマチュアゴルフの世界ランキングであり、R&AとUSGAが共同で運営されている。

## 概要
WAGRはオフィシャルワールドゴルフランキング同様、毎週順位が変わる。2007年1月23日付の最初に1位を獲得したのはスコットランドのリッチー・ラムゼイであり、その後はローリー・マキロイやリッキー・ファウラー、ダニー・リー、スコット・アーノルド、マテオ・マナセロ、パトリック・カントレー、松山英樹、ジョン・ラーム、金谷拓実、中島啓太、蟬川泰果らが1位を獲得している。
女子は2011年2月16日にスタートし、最初に1位を獲得したのは日本の片平光紀であり、その後はリディア・コが1位を守り続けていた。これまでレオナ・マグワイアが2018年2月のプロ転向までの135週1位を守っていた。
全米アマチュアゴルフ選手権あるいは欧州アマチュアゴルフ選手権、どちらか遅い方の大会の終了後のランキングで1位の選手にマーク・H・マコーマック・メダルが授与される。

## エリート大会
WAGRでは主にエリート大会があり、次の大会でWAGR上位選手に出場資格が与えられる。
男子
- ジ・アマチュア・チャンピオンシップ（全英アマ）
- 全米アマチュアゴルフ選手権
- アジアパシフィックアマチュアゴルフ選手権
- 欧州アマチュアゴルフ選手権
- ラテンアメリカアマチュアゴルフ選手権
- アイゼンハワートロフィー
- NCAA男子ゴルフ選手権

女子
- NCAA女子ゴルフ選手権
- ジ・ウィメンズ・アマチュア・チャンピオンシップ（全英女子アマ）
- 全米女子アマチュアゴルフ選手権
- 欧州アマチュアゴルフ選手権
- アジアパシフィック女子アマチュアゴルフ選手権
- エスピリトサントトロフィー